# Kratochviliella bicapitata
Kratochviliella bicapitata är en spindelart som beskrevs av Miller 1938. Kratochviliella bicapitata ingår i släktet Kratochviliella och familjen täckvävarspindlar. Inga underarter finns listade i Catalogue of Life.